# Stiftung Berufliche Bildung
Die Stiftung Berufliche Bildung (SBB) wurde im Jahr 1982 von der Bürgerschaft und vom Senat der Freien und Hansestadt Hamburg gegründet. Zwei Jahre später, 1984, eröffneten der damalige Bürgermeister Klaus von Dohnanyi und der Hamburger Schulsenator Joist Grolle diese.

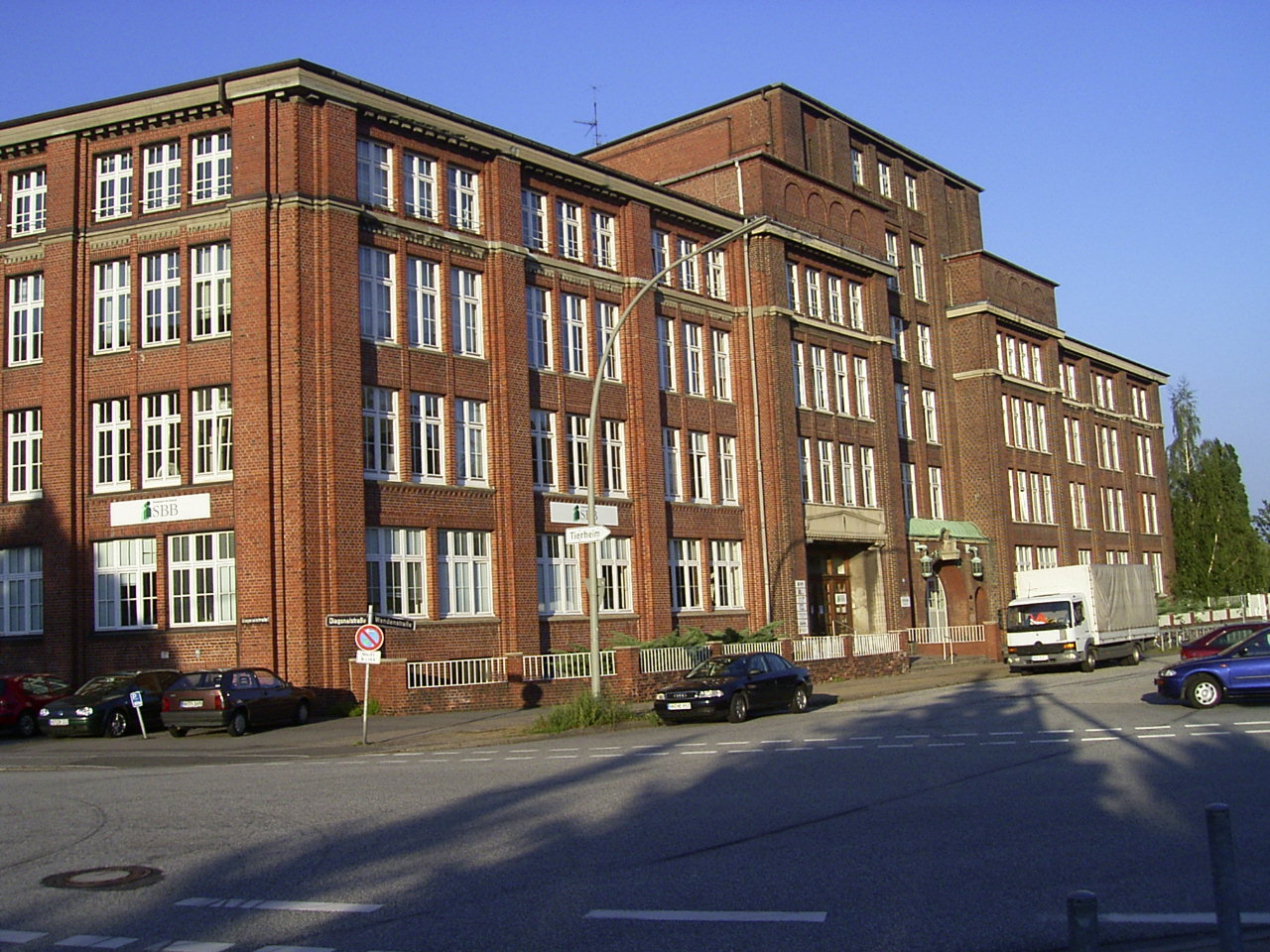
Die Stiftung Berufliche Bildung nutzt unter anderem die denkmalgeschützte Hansaburg in Hamm

## Aufgabenstellung
Zielsetzung der Stiftung ist es, Menschen mit Unterstützungsbedarf durch Beratungsangebote und Bildungsmaßnahmen beruflich zu qualifizieren und sie dauerhaft in den Arbeitsmarkt zu integrieren.

## Stiftungseigene Unternehmen und  Betriebe
Zur Erreichung ihres Zieles betreibt die Stiftung verschiedene Unternehmen. Angeboten werden von diesen Umschulungen und Fortbildungen in unterschiedlichen beruflichen Tätigkeitsfeldern (beispielsweise im Gesundheitswesen und Handwerk), Coaching sowie die Erlangung von Schulabschlüssen.
Nachstehende dreizehn Unternehmen gehören zur Stiftung Berufliche Bildung (Stand: 2021):
- Jugendbildung Hamburg gGmbH[1]
- Jugend in Arbeit Hamburg gGmbH[2]
- KOM gemeinnützige Gesellschaft für berufliche Kompetenzentwicklung mbH[3]
- MYSCHOOL – Akademie für beruflichen Aufstieg[4]
- MySchool & Drive[5]
- quatraCare Gesundheitsakademie gGmbH[6]
- SBB Kompetenz gGmbH[7]
- si! soziales & innovation gGmbH[8]
- zwei P Plan:PERSONAL gGmbH[9]
- SCN SicherheitsCampus Nord[10]
- Complete Personal Management GmbH[11]
- Complete Dienstleistung GmbH[12].
- PLAN B gGmbH

Die Stiftung weist neben Standorten in Hamburg auch Standorte in Bremen und Niedersachsen sowie Schleswig-Holstein auf.

### Produktionsschulen
Jugendliche beim Übergang von der Schule in eine Ausbildung oder Erwerbstätigkeit zu unterstützen, ist Aufgabe von Produktionsschulen. Die Stiftung Berufliche Bildung zeichnet in Hamburg verantwortlich für die Produktionsschule Barmbek und die Produktionsschule Harburg. In diesen Betrieben arbeiten die Schüler in verschiedenen Gewerken, im kaufmännischen und gastronomischen Bereich beziehungsweise werden in Fächern wie z. B. Mathematik und Englisch unterrichtet. Möglich ist es, in den Produktionsschulen den Ersten Allgemeinbildenden Schulabschluss abzulegen.